# Сустар Шервашидзе
Сустар Шервашидзе (груз. სუსტარ შარვაშიძე; д/н — 1665) — 3-й мтаварі (князь) Абхазії в 1640—1665 роках. відомий також як Георгій I.

## Життєпис
Походив з роду Шервашидзе (Чачба). Успадкував трон еристава Абхазії після Сетемана Шервашидзе 1640 року. Спряимував зусилля на посилення військової потуги та господарської міці князівства. Деякий час продовжував визнавати зверхність Мегрельського князівства.
Скориставшись боротьбою за владу після смерті мегрельского князя Левана II Дадіані, скинув незалежність, зробивши Абхазьке ериставство самостійним. Прийняв титул мтаварі, що засвідчило новий статус Абхазії.
Розпочав щорічні грабіжницькі походи на землі Мегрелії. Зумів прорвати Келасурську стіну (уздовж річки Келасурі), потім захопити землі між річками Кодор і Лагідзга. Помер 1665 року. Йому спадкував Зегнак.